# Das gibt’s nur in Amerika
Das gibt’s nur in Amerika (Originaltitel: A Private’s Affair) ist eine US-amerikanische Komödie unter der Regie von Raoul Walsh. In Deutschland ist er auch unter dem Namen „Der Liebeswahnsinnige“ bekannt.

## Produktion
Der Film wurde im Oktober 1956 unter dem Namen „The Love Maniac“ angekündigt, wurde aber 1959 umbenannt.
Eigentlich war für die Rolle „Katie Mulligan“ eine Besetzung mit Sheree North vorgesehen, die aber schwanger wurde und durch die Moderatorin Barbara Eden ersetzt wurde. Die Dreharbeiten des Films starteten am 1. April 1959. Er war Teil einer Reihe von Filmen, die der Verlag 20th Century Fox durch Vertragstalente für den Jugendmarkt produzierte. Weitere Filme dieser Reihe sind „Holiday for Lovers“ und „Blue Denim“.

## Handlung
Die beiden Freunde Luigi Maresi und Jerry Morgan aus New York sind in der Grundausbildung im amerikanischen Militär in New Jersey. Schnell freunden sie sich mit Rancher Mike Conroy aus Oregon an, der derselben Unterkunft zugeteilt ist. Luigi Maresi ist ein begeisterter Schlagzeugspieler, hat aber in der Armee keine Möglichkeit, sein Können zu präsentieren.
Kurze Zeit später kommt der bekannte Moderator Jim Gordon ins Camp, um mögliche Teilnehmer für eine All-Army-Talentshow zu finden. Aus Zufall hört er die drei Freunde, welche nun die Chance erhalten, an der Show teilzunehmen. Die drei werden für eine Woche nach New York geschickt um für ihren Auftritt zu proben. 
Kurz vor der Abreise erkrankt Jerry an einer Kehlkopfentzündung und wird ins Krankenhaus eingeliefert. In diesem Krankenhaus versucht am selben Tag die stellvertretende Sekretärin der Armee, Elizabeth Chapman, das Sorgerecht für die sechsjährige Magdalena zu erhalten, die ihre Mutter bei einem Autounfall verloren hatte und deren Vater gleichzeitig im selben Krankenhaus im Sterben liegt. Ihre einzigen Verwandten wohnen in den Niederlanden, doch Magdalena will Amerika und ihre Freunde nicht verlassen. Aus diesem Grund heiratet Elizabeth kurzentschlossen Magdalenas Vater. Kurz vor der Zeremonie kommt es allerdings zu einem Missverständnis und Elizabeth heiratet stattdessen Jerry.
Jerry besteht am nächsten Tag auf der Tatsache der Eheschließung, aber keiner glaubt ihm. Daraufhin wird er zum Armee-Psychiater Hanley gebracht. Jerry wird erzählt, dass er die Hochzeit nur geträumt habe, und er fliegt dann zu den Proben nach New York. Im Studio erfährt er, dass die Hochzeit doch stattgefunden hat. Er versucht Elizabeth, am Flughafen abzufangen, um die Situation zu klären. Gelangt allerdings nicht zu ihr, wird zu Hanley zurückgeschickt, welcher ihn aber gleich wieder gehen lässt.
Am nächsten Tag erfährt General Charles E. Hargraves, dass die Hochzeit tatsächlich stattgefunden hatte, worauf er sofort versucht, Elizabeth zu erreichen. Diese kontrolliert die Urkunde, bestätigt das Missverständnis und bestellt Jerry in ihr Büro. Elizabeths Anwalt teilt kurz darauf mit, dass die Hochzeit nicht anerkannt werden könne, da Jerry nicht bei vollem Bewusstsein gewesen sei.
Daraufhin kann Jerry endlich ins Lager zurückkehren, doch aufgrund eines weiteren Missverständnisses wird er wieder nach Washington gebracht. Elizabeth klärt den Vorfall aber auf und sorgt dafür, dass Jerry gerade noch pünktlich zu seinem Auftritt kommt.

## Kritik
Das Lexikon des internationalen Films beurteilt den „Militärulk, [der] teilweise als Musicalgroteske konzipiert“ ist als „nicht besonders erheiternd und ganz sicher nicht nach jedermanns Geschmack“.